# Isabel Della Rovere
Isabel Della Rovere (em italiano:  Elisabetta della Rovere; Urbino, 2 de abril de 1529 - Massa, 6 de junho de 1561) foi uma nobre italiana, pertencente à família Della Rovere e que, por casamento, veio a ser Marquesa de Massa e de Carrara.

## Biografia
Era filha de Francisco Maria I, Duque de Urbino, duque de Urbino, e de Leonor Gonzaga. 
Em 1552 casa em Roma com Alberico I Cybo-Malaspina que, no ano seguinte herda o Marquesado de Massa e Carrara. Deste casamento nasce apenas um filho varão:
- Alderano (1552-1606), que morre antes do pai, mas deixou descendência masculina.

Isabel morre em 1561 e seu marido volta a casar com Isabel de Cápua, filha do duque de Termoli, Fernando de Cápua.